# Imelda Marcos
Imelda Marcos, ursprungligen Imelda Remedios Visitacion Trinidad Romuáldez, född 2 juli 1929 i Manila, är en filippinsk tidigare presidentfru, gift med Ferdinand Marcos från 1954. I äktenskapet föddes tre barn, sonen Ferdinand Jr. (1957) och döttrarna Imee (1955) och Irene (1960). Dessutom fanns en adoptivdotter.
Imelda Marcos var borgmästare i Stor-Manila 1975–1986, medlem av regeringen 1978–1986 samt ledare för regeringspartiet New Society Movement.
Hon och maken tvingades brådstörtat fly från presidentpalatset den 25 februari 1986 i en amerikansk helikopter, och kom kort därefter i exil till Hawaii februari 1986. De amerikanska myndigheterna väckte åtal mot paret för svindleri och förskingring och 1990 stod hon inför domstol, anklagad för att ha stulit 105 miljoner dollar, men frikändes. 1991 återvände hon till Filippinerna och har två gånger ställt upp i presidentvalet (1992 och 1998) men förlorat. Hon har under perioderna 1995–1998 samt 2010–2019 varit ledamot av Filippinernas representanthus.
Imelda Marcos är känd för sin stora samling av skor och underkläder; sedan paret tvingats lämna Filippinerna fann motståndsstyrkorna i hennes garderob i presidentpalatset 1060 par skor, 500 behåar och 200 höfthållare och hundratals klänningar. I mitten av mars 1986 öppnades familjen Marcos rum i presidentpalatset för allmänheten som kunde beskåda överdådet av privata ägodelar som lämnades kvar orörda efter den brådstörtade flykten.